# Endre Károly
Endre Károly írói álnevei: Andreas; Engel-Endre Károly (Temesvár, 1893. április 27. – Temesvár, 1988. február 7.) magyar költő, újságíró.

## Életútja
1910-ben végezte a temesvári Felső Kereskedelmi Iskolát; textilgyári tisztviselő Budapesten, 1914-től banktisztviselő Temesvárt, 1916-ban hadba vonult, 1919-ben gyári tisztviselő, 1920-tól 1949-ig kereskedelmi érdektestületek főtitkára, 1949-től szocialista nagykereskedelmi egységek főkönyvelője, majd revizora Temesvárt 1957-ig.
1919-ben az Ébredj, Jövendő, 1920-ban a Szemle című temesvári időszaki kiadványok társszerkesztője, s a Komédia című színházi hetilap és a Toll című irodalmi folyóirat munkatársa. 1924–25-ben a Fajankó élclap szerkesztője Andreas álnév alatt. 1924-től Középeurópai Lloyd szerkesztője Engel-Endre Károly álnéven Bach Gyulával.
1919-től a temesvári Arany János Társaság tagja, 1946-tól főtitkára; az Erdélyi Helikon íróközösségének kezdettől fogva, a marosvásárhelyi KZST-nek 1929-től tagja.

## Munkássága
Első versét a Temesvári Hírlap közölte 1910-ben. Az első világháború éveiben bontakozott ki az értelmetlen pusztítás ellen tiltakozó költészete. 1918–19-ben bizakodva tekintett a várható változások elé, megidézve a forradalmat: "Vérem, vérem, te drága harmat / Hozd meg, ó hozd meg a forradalmat!" Az ellenforradalom felülkerekedése kedvét szegte, belső emigrációba vonult. Az 1920-as évek elején a Napkelet közölte verseit, de a sajtóban egyre ritkábban, többnyire csak kritikusként jelentkezett. Kemény Hajni temesvári szalonjában találkozott fiatal művésztársaival, köztük Bardócz Árpád, Bechnitz Sándor, Szuhanek Oszkár. A fiatalon meghalt Kemény Hajni költőnő posztumusz kötetéhez ő írt bevezetőt. Saját verseket ebben az időszakban nem alkotott.
A népfronti korszakban szólalt meg újra: 1936-ban a Korunk hasábjain közzétett Gorkij-requiem című költeményében számolt le korábbi tétovaságával, világosan megfogalmazva az alternatívát: "Nehéz vallani, nagy az önkény / S nincs más választás: / Törvény vagy örvény." Rilke-fordításait 1939–40-ben az Erdélyi Helikon közölte.
A második világháború után töretlenül ível tovább humanista lírája. Legsikerültebb alkotása e korszakból disztichonokban írt Görzi elégiák című háborúellenes lírai életregénye, amelyben a költő a háború és a béke, emberség, bátorság csatáját idézi fel. Lenau című másik versében a bánsági születésű német romantikus költő emlékét idézve már kortárs élményeiről vall. Könyvismertetéseit, irodalomesztétikai tanulmányait a Korunk és az Igaz Szó közölte. Nemzedéki emlékiratának egy részlete Írók a vihar előtt című alatt A Hétben (1978/18) jelent meg.

## Munkái (válogatás)
- Az ember, aki járva jár (versek, Bp. 1922)
- Az ember a csillagok alatt (versek, az Arany János Társaság kiadása, Temesvár, 1947)
- Válogatott versek (1957)
- Elégiák és rapszódiák (1962)
- Legszebb versei (Majtényi Erik előszavával, 1964)
- Versek (RMI, Méliusz József bevezetőjével, 1965)
- Őszutóm versei (Temesvár, 1972)
- Görzi elégiák (1978)
- Periandrosz (1982)
- Pongrácz P. Mária: A Parnasszus ölében. Endre Károly avagy egy életmű megközelítése / Az ismeretlen Endre Károly. Endre Károly fiatalkori verseiből; Facla, Temesvár, 1983
- Örök megújhodás. cikkek, úti jegyzetek, emlékezések; sajtó alá rend., bev., jegyz. Szekernyés János; Kriterion, Bucureşti, 1988
- Műfordításai a Marcel Breslașu: Ének a csudafáról című kötetben (1963) jelentek meg.

## Életrajz
- Pongrácz P. Mária: A Parnasszus ölében – Endre Károly, avagy egy életmű megközelítése. Facla könyvkiadó, Temesvár 1983.02.26.